# Sabu Martinez
Luis Martinez, detto Sabu, noto anche con lo pseudonimo di Sabu (New York City, 14 luglio 1930 – Stoccolma, 13 gennaio 1979), è stato un musicista e percussionista statunitense.
Pioniere del Cubop movement, Martinez appare in molte importanti registrazioni e performance Live di quel periodo. Ha registrato numerosi album Latin jazz, attualmente considerati classici del genere.

## Biografia
Martinez ha debuttato professionalmente nel 1941, all'età di 11 anni. Sostituì Chano Pozo nell'orchestra di Dizzy Gillespie nel 1948, e iniziò ad esibirsi con la "Bebop Orchestra" di Benny Goodman nel 1949. Nei 15 anni successivi, ha lavorato con Charlie Parker, Duke Ellington, Count Basie, J.J. Johnson, Horace Silver, Thelonious Monk, Charles Mingus, Mary Lou Williams, Lionel Hampton, Noro Morales, Marcelino Guerra, Esy Morales, Lecuona Cuban Boys, Miguelito Valdés, Tito Rodríguez, e il Joe Loco Trio. Ha lavorato anche con i cantanti Tony Bennett, Sammy Davis, Jr., e Harry Belafonte.
Martinez registrò con Art Blakey per la prima volta nel 1953, e contribuì in seguito ai suoi progetti Orgy in Rhythm (1957)  e Holiday for Skins (1959). Divenne bandleader nel 1957, registrando il suo album di debutto, Palo Congo, per l'etichetta Blue Note. Si trasferì in Svezia nel 1967 e registrò con la Francy Boland-Kenny Clarke big band, pubblicando due album. Successivamente, ha guidato la formazione denominata Burnt Sugar, attiva fino alla metà degli anni Settanta.
Muore il 13 gennaio 1979 a Stoccolma, a causa delle complicanze causate da un'ulcera gastrica, all'età di 48 anni.

## Discografia

Nel 1957 Sabu Martinez pubblicò il suo primo album da leader Palo Congo con l'etichetta Blue Note

### Leader
- 1957 - Palo Congo, featuring Arsenio Rodríguez
- 1958 - Sorcery!
- 1958 - Sabu's Jazz Espagnole
- 1973 - Afro Temple

### Collaborazioni

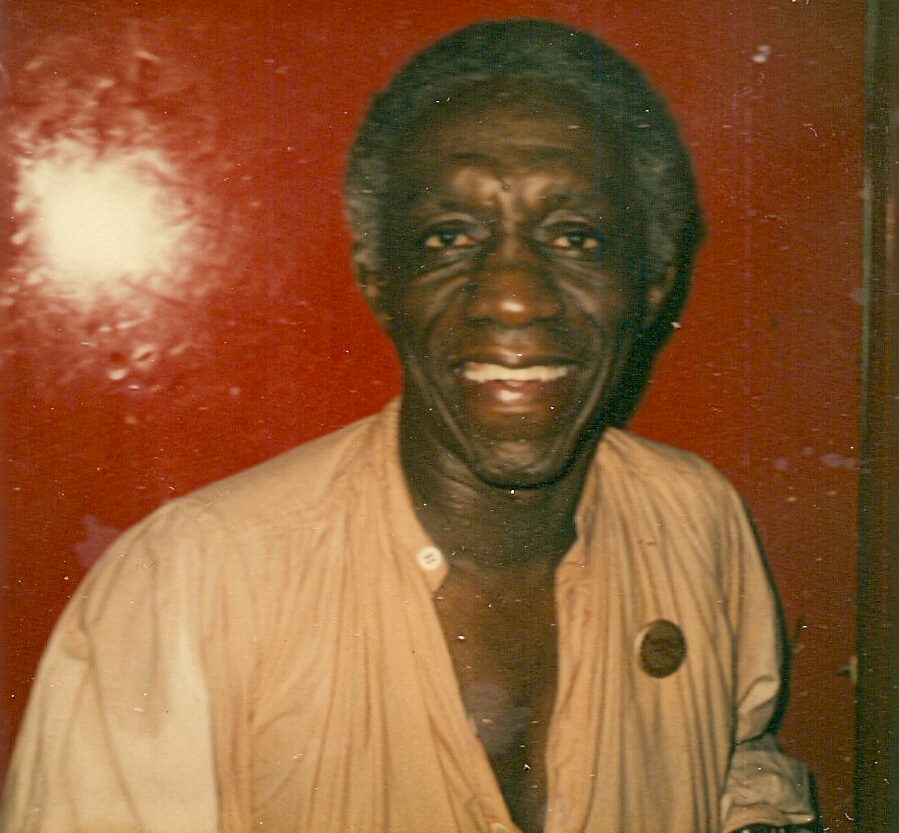
Con Art Blakey Sabu Martinez collaborò alla realizzazione di 4 album

- Dizzy Gillespie - The Complete RCA Victor Recordings (1937-1949, [1995])
- Louis Bellson - The Driving Louis Bellson (1955)
- Art Blakey - Drum Suite (1957)
- Art Blakey - Orgy in Rhythm (1957)
- Art Blakey - Cu-Bop (1957)
- Art Blakey - Holiday for Skins (1959)
- Johnny Richards - Rites of Diablo (1958)
- George Russel - The Essence of...  (1966)
- Kenny Clarke/Francy Boland Big Band - Latin Kaleidoscope (1969)
- Peter Herbolzheimer - Rhythm Combination & Brass (1973)
- Ed Thigpen - Action-Re-Action (1974)
- Art Farmer - A Sleeping Bee (1976)
- Mads Vinding Group - Mads Vinding Group (1977)
- George Russell - New York Big Band (1978)
- Terry Allen - Lubbock (1979)
- Patato - Masterpiece (1984)
- Tony Bennett - Jazz (1987)
- Peruchin / Charlie Palmieri Cuban Rhythms (1995)